# Константин Лекка
Константин Лекка (рум. Constantin Lecca; нар. 4 серпня 1807, Брашов — пом. 13 жовтня 1887, Бухарест) — румунський вчитель, художник, друкар, видавець, письменник і перекладач, який був знаний в області портретного, релігійного і живопису з історичними темами. Разом зі своїм другом Мішу Поппом і літографом Кароль Попп де Шатмарі, Костянтин Лека був частиною групи трансильванських художників, які мали значний вплив на румунський живопис XIX століття.
Лекка був першим румунським художником, який виконав церковні картини в західному стилі. В якості редактора він заснував першу друкарню в Крайові і перший культурний журнал в Олтенії, «Mozaic» журнал, в 1838 році. У політиці він був помічений як учасник Румунської революції 1848 року і підтримав об'єднання і незалежність князівств.
Він рішуче підтримував ідеали Трансильванської школи і залишався нащадкам як хороший педагог, великий патріот під спектром трансильванського просвітництва і хороший портретист. Барбу Теодореску дав характеристику:
|  | «Своєю великою кількістю портретів він сприяє формуванню стилю в румунському станковому живописі. Хоча він малював з деякою незграбністю, що надавало його образам трохи чарівності, як примітиви, хоча він і розфарбовував без яскравості та без картинки, в місцевих тонах, плоских і напівтіньових тонах, формуючи томи без особливої користі для того, щоб неясно. Хоча він не мав доступу до розвиненої мови чистого кольору відповідно до випалу і не знав конверта, з відсіканням фігур, Лекка мав на увазі для історії румунського живопису характерний момент, який неможливо подолати, оскільки час Дімітріє Болінтіняну не може пройти».Оригінальний текст (рум.) Prin marea sa cantitate de portrete, el contribuie la formarea unui stil în pictura de șevalet românească. Deși desena cu oarecare stângăcie, ceea ce dă imaginilor sale poate un oarecare farmec, ca al primitivilor, deși colora fără strălucire și fără picturalitate, în tonuri locale, tente plate și demitente, modelând volumele fără mult recurs la clarobscur, deși nu avea acces la limbajul evoluat al culorii pure în funcție de ecleraj și nu cunoștea anvelopa, conturând decupat figurile, Lecca a însemnat, pentru istoria picturii românești, un moment caracteristic, peste care nu se poate trece, cum nu se poate trece peste momentul Bolintineanu. |

Написав численні композиції та портрети історичного натхнення, а також портрети пропімендента того часу. Портрети, намальовані художником, мали важливе поширення в епоху, були літографовані або вставлені в шкільні підручники того часу. Протягом п'ятнадцяти років він співпрацював з Мішу Поппом і Барбу Стенеску, з якими він розписував численні церкви в Бухаресті (Biserica Curtea Veche, Biserica Sfânta Ecaterina, Biserica Sfântul Gheorghe Nou, Biserica Răzvan Vodă, Biserica Mănăstirii Radu Vodă). Поодинці він розписував — Церкву Святого Миколая в Брашові, Церква Негойешті, Церква Мадони Дуду і Церква Святої Іллі в Крайові. Як педагог впродовж п'ятнадцяти років працював професором малювання в Центральній школі в Крайові, а після революції 1848 року — професором малювання в Національному коледжі Святого Сави в Бухаресті.
Барбу Теодореску вважав у своїй монографії, що Лекка був більш енергійним і реалістичним у своїй роботі, ніж Дімітріє Болінтіняну в поезії, яку він створив з тим же фактурою, темою і натхненням. Оскільки вони обидва належали до романтичного потоку, вони прагнули поетично описати історичні моменти румунського народу, один в риму і поетичні образи, а інший — за кольором. Їх робота мала великий успіх серед мас і стала найважливішою романтикою Румунії. На жаль, через їх сповзання в риторику і повторення вони відчувають нестачу глибини. Як Теодор Аман прибрав Лекку з його творчого життя, так і вчинили Дімітріє Болінтіняну і Міхай Емінеску. Проте, Лекка і Болінтіняну нарешті відкрили шлях великим діячам румунської культури.
Після 1870 року, захворівши хворобою Паркінсона, художник пішов з творчого життя. Помер в 1887 році й був похований на Цвинтарі Беллу в Бухаресті.